# À bon port
À bon port (titre original : Safe Harbour) est un roman écrit par Danielle Steel, paru aux États-Unis en 2003 puis en France en 2004.

## Résumé
C'est sur une plage des environs de San Francisco que la petite, Pip 11 ans, rencontre Matthew, le pinceau à la main. Entre ce peintre sans nouvelle de sa propre fille et Pip, orpheline de père depuis peu, la complicité est immédiate. 
Une relation bientôt renforcée par la profonde amitié qui naît entre Matt et Ophélia, la mère de Pip, qui apprécie sa présence réconfortante et le nouvel équilibre qu'il a su instaurer...